# بوب فينلي
بوب فينلي (بالإنجليزية: Bob Finley)‏ هو لاعب كرة قاعدة أمريكي، ولد في 25 نوفمبر 1915 في اينيس في الولايات المتحدة، وتوفي في 2 يناير 1986 في ويست كوفينا في الولايات المتحدة.

## وصلات خارجية
- بوب فينلي على موقع دوري كرة القاعدة الرئيسي (الإنجليزية)
- بوب فينلي على موقعبيزبول رفرنس.كوم (الدوري الرئيسي) (الإنجليزية)
- بوب فينلي على موقعبيزبول رفرنس.كوم (الدوري الثانوي) (الإنجليزية)
- بوب فينلي على موقع إي إس بي إن.كوم (أم.أل.بي) (الإنجليزية)
- بوب فينلي على موقع مشجعي الرسوم البيانية (الإنجليزية)